# Pseudomeisserita-(NH₄)
La pseudomeisserita-(NH₄) és un mineral de la classe dels sulfats. Rep el nom pel seu aspecte semblant a la meisserita, sent les dues espècies d'aspecte pràcticament indistingibles. El sufix (NH₄) suposa que en algun moment del futur es trobarà i es descriurà una espècie dominant en potassi.

## Característiques
La pseudomeisserita-(NH₄) és un sulfat de fórmula química (NH₄)₂Na₄[(UO₂)₂(SO₄)₅]·4H₂O. Va ser aprovada com a espècie vàlida per l'Associació Mineralògica Internacional l'any 2019, sent publicada per primera vegada el 2020. Cristal·litza en el sistema monoclínic. La seva duresa a l'escala de Mohs és 2,5.
Les mostres que van servir per a determinar l'espècie, el que es coneix com a material tipus, es troben conservades a les col·leccions mineralògiques del Museu d'Història Natural del Comtat de Los Angeles, a Los Angeles (Califòrnia) amb els números de catàleg: 67621 i 67622.

## Formació i jaciments
Va ser descoberta a la mina Blue Lizard, situada al Red Canyon del comtat de San Juan (Utah, Estats Units), on es troba en forma de prismes de color groc clar associada a tamarugita, metavoltina, ivsita, guix, ferrinatrita, changoïta, blödita i belakovskiïta. Aquesta mina estatunidenca és l'únic indret de tot el planeta on ha estat descrita aquesta espècie mineral.